# Rissa Seidou
Rissa Seidou, född 1974 i Togo, är en svensk polis och TV-personlighet. Hon arbetar som områdespolis i Järva.

## Biografi
Rissa Seidou kom till Sverige som 20-åring på 1990-talet, och har arbetat som polis sedan 2006. Som en av relativt få svarta kvinnliga poliser i Sverige har hon lyfts fram som en förebild både internt på Polismyndigheten och i extern media. Hon har bland annat fått ta emot utmärkelserna Årets ögonöppnare 2024, Årets kraft-mama år 2025 och Årets mångfaldshjälte av DNB.
Seidou har även medverkat i TV-program. Bland annat hade hon mindre roller i SVT-dokumentärerna "Våra barn dör" (2021), "Mammorna i våldets skugga" (2022) och Stockholms gängkrig – bakom rubrikerna (2023). Hon har även intervjuats av Anna Hedemo i SVT-programmet Min sanning.
För den breda allmänheten blev Seidou välkänd år 2025 genom TV-dokumentärserien Poliserna i våldsvågen där hon har en framträdande roll. Den 4 augusti 2025 höll hon sommarprat i Sommar i P1.